# Route 204 (Terre-Neuve-et-Labrador)
Pour les articles homonymes, voir Route 204.

La route 204 est une route tertiaire[Quoi ?] de la province de Terre-Neuve-et-Labrador, située dans l'est de la province, au sud de la péninsule Bonavista et au nord-ouest de la péninsule d'Avalon, au sud de Clarenville. Elle est une route faiblement empruntée, possédant une limite de vitesse variant entre 50 et 80 km/h. De plus, elle est nommée Southwest Arm Rd., mesure 31 kilomètres, et est une route asphaltée sur l'entièreté de son tracé.

## Tracé
La 204 débute sur la Route Transcanadienne, la route 1, à l'ouest de Queen's Cove. Elle commence par tourner vers le nord, puis elle tourne vers l'est pour suivre la rive sud du bras de mer Southwest (Southwest Arm). Elle suit ce bras de mer pendant 30 kilomètres, traversant de nombreuses communautés de la rive, en possédant une orientation ouest-est. Elle est plus sinueuse à l'est de Long Beach. À Southport, elle atteint la baie Trinity, alors qu'elle tourne vers le sud pour moins d'un kilomètre. Elle se termine quand elle traverse Goosebery Cove, le long de la baie.

## Communautés traversées
- Queen's Cove
- Long Beach
- Island Cove
- Hodge's Cove
- Caplin Cove
- Little Heart's Ease
- Butter Cove
- Goosebery Cove
- Southport